# Friedrich Seifert (Jurist)
Friedrich Seifert (* 16. April 1901 in Selb; † nach 1960) war ein deutscher Jurist.
Nach dem Studium der Rechtswissenschaften erlangte er die  Promotion zum Dr. jur. und war seit dem 1. März 1931 als Amtsgerichtsrat in Hof tätig. Auf die Position eines Ersten Staatsanwalts in Ansbach wurde er ab dem 1. Juni 1934 berufen. Am 1. August 1935 trat er in die NSDAP ein und betätigte sich aktiv an der Parteiarbeit. Seit dem 1. April 1937 war er Landgerichtsrat am Landgericht in Nürnberg, wo er als Beisitzer am Sondergericht Nürnberg tätig war.
In Nürnberg wechselte er am 1. Januar 1938 zur IV. Großen Strafkammer als Beisitzer. Weiterhin stand er auch der IV. Kleinen Strafkammer als  Vorsitzender vor. Am 24. April 1939 erfolgte seine Versetzung an das deutsche Landgericht in Eger. Zum Präsidenten am Sondergericht Eger wurde er gegen Ende 1942 ernannt. Zum Landgerichtsdirektor wurde er am 1. März 1943 befördert. Unter seinem Vorsitz wurden mehrere Personen am Sondergericht zum Tode verurteilt. Nach Auskunft des Leiters der SD in Eger, Forster, hatte Seifert in Eger die Position eines Vertrauensmanns für den SD inne.
In den 1960er Jahren wirkte Seifert am Landgericht Augsburg als Landgerichtsdirektor.

## Auszeichnungen
- 1. Mai 1942: Kriegsverdienstkreuz II. Klasse